# BT Monocerotis
BT Monocerotis (Nova Monocerotis 1939) es el nombre de una nova aparecida en la constelación de Monoceros, en el año 1939, fue descubierta por Fred L. Whipple el 23 de diciembre de 1939 en una placa espectral.
La curva de luz para la erupción tuvo un período largo de meseta.
Las placas fotográficas tomadas durante 30 años antes de la erupción muestran que BT Monocerotis permaneció visible durante ese período. Antes de 1933, BT Monocerotis tenía una magnitud promedio de 15.52 con una variación de 1.2 magnitudes. Retuvo la misma magnitud hasta la erupción, mostrando una variación de 0.9 magnitudes. Por lo tanto, no mostró un aumento de brillo previo a la erupción.
Este es un sistema estelar binario interactivo que consiste en una estrella primaria enana blanca y una estrella de secuencia principal con una clasificación estelar de G8V. La órbita tiene un período de 0.33381379 días y una inclinación de 88.2° a la línea de visión de la Tierra, lo que resulta en un eclipsante binario. Se cree que la erupción de la nova fue impulsada por una masa transferida desde la estrella secundaria a la enana blanca. Aun no se sabe con certeza si la enana blanca tiene un disco de acreción formado por este material. La salida de materia del sistema tiene una velocidad de línea de visión de 450 km/s, pero puede moverse hasta 3200 km/s si el flujo es estrictamente bipolar.
Coordenadas
- Ascensión recta: 06h 43m 47s.43
- Declinación: -02° 01' 16".8